# Будинок Жука
Будинок, в якому жив М. І. Жук — пам'ятка історії місцевого значення у Чернігові. Нині служить житловим садибним будинком.

## Історія
Рішенням виконкому Чернігівської обласної ради народних депутатів трудящих від 30 серпня 1991 року № 193 надано статус «пам'ятник історії місцевого значення» з охоронним № 3457 під назвою « Будинок, де мешкав художник М. І. Жук (1883—1964 роки)» за адресою: вулиця Паризької Комуни, будинок № 30.
Наказом Департаменту культури та туризму, національностей та релігій Чернігівської обласної державної адміністрації від 7 червня 2019 року № 223 для пам'ятника історії було виправлено адресу на вулицю Чернишевського, будинок № 30.
Будівля має власну «територію пам'ятника», розташовану в «охоронній зоні» (кордон садиби), згідно з правилами забудови та використання території. На будівлі встановлено інформаційну дошку.

## Опис
Будинок збудований у XIX столітті на Воскресенській вулиці (зараз вулиця Василя Стуса) та поряд з іншими будинками вулиці є прикладом містобудування XIX—XX століть. Цегляний, одноповерховий на цегляному фундаменті з входом з правого боку, з дерев'яними прибудовами з двох боків, прямокутний у плані будинок, з чотирисхилим дахом. Фасад 8-віконний, завершується бічними ризалітами. Фасад направлений на вулицю Василя Стуса.
У будинку в період 1910—1925 років жив графік, живописець та поет Михайло Жук. Викладав графіку у Чернігівській народній студії мистецтв, був членом Товариства художників Чернігова.
Нині служить житловим садибним будинком.